# ヤマハ・YZF-R1
YZF-R1(ワイゼットエフ アールワン)は、ヤマハ発動機が1998年に発売開始した4ストローク998ccの大型自動二輪車(オートバイ)である。
YZF-Rシリーズのフラッグシップモデルであり、2025年現在は日本国内でもYSPおよびヤマハ・アドバンスディーラーのみで販売されている。

## 概要
1998年に、ホンダ・CBR900RR FireBladeの対抗車種となるスーパースポーツモデルとして発売された。
エンジンとフレームは、FZR1000やYZF1000R サンダーエースとの差別化を図るため、全くの新設計で開発され、FZR1000以来、ヤマハのリッターモデルとして久しぶりに倒立フロントフォークが採用された。中型車並の車重に当時最高クラスのエンジン出力、鋭角的なデザインが話題となり、スーパースポーツブームの火付け役となった。
なお、本車両登場の影響で、今までスーパースポーツマシン(以下SSと省略)としての金字塔であったCBR900RRシリーズも大幅な改良が要求されることになり、カワサキからはZX-9RがスポーツツアラーからSSへと改良され、また初代GSX-Rで衝撃を与えたスズキからは、GSX-R750のスケールアップ版である、GSX-R1000が誕生することになり、各社が刺激し合い、この後に続くSS戦国時代へ突入していくこととなる。

## モデル一覧

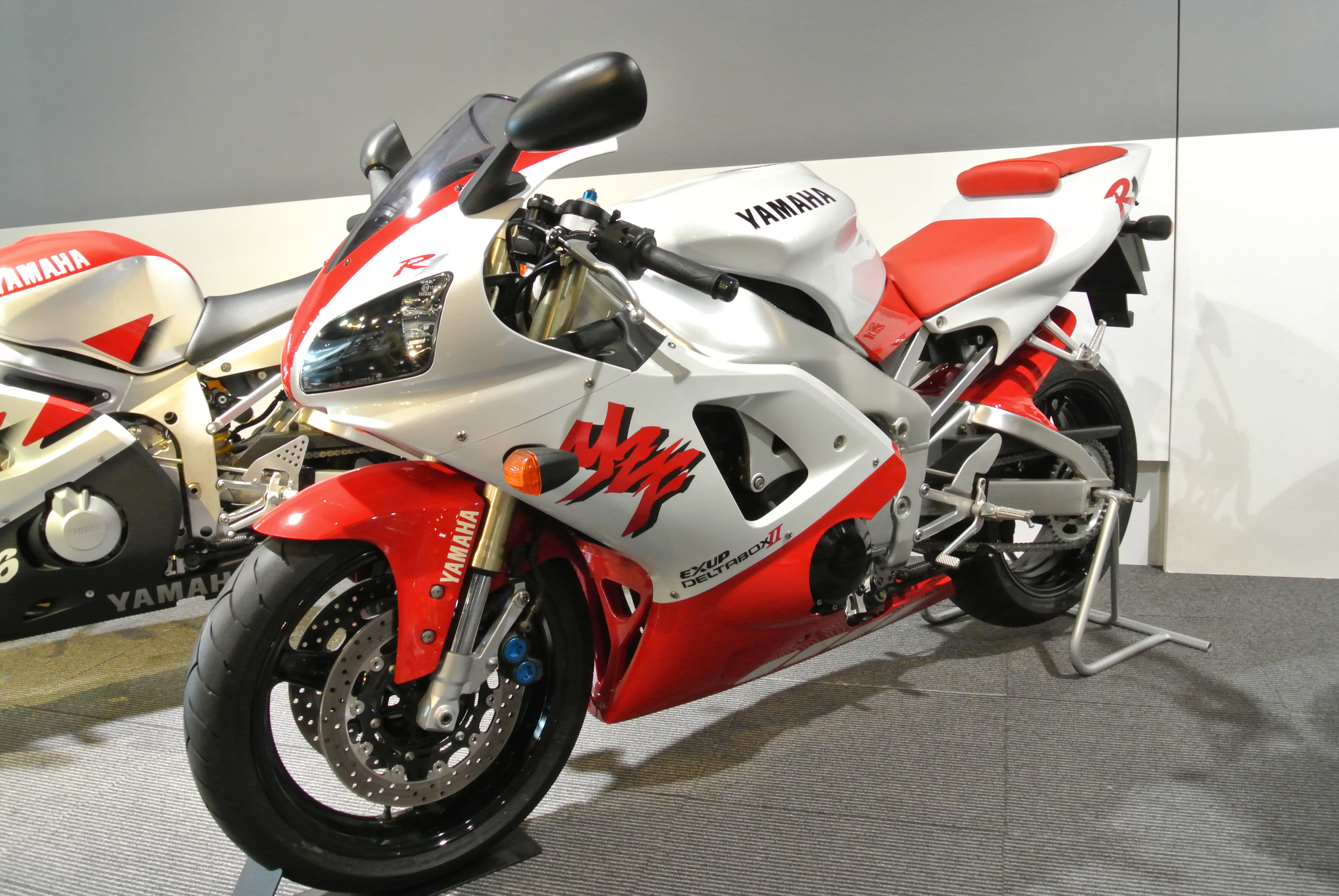
初代

### 1998年式(初代)
1997年のミラノショーで発表。開発コンセプトは「ツイスティロード最速」。サーキットよりも峠道など公道でのコーナリングに主眼が置かれた設計となっている。乾燥重量177kg。最高出力150PSを発生するエンジンはヤマハ初のサイドカムチェーン方式。「カミソリステア」と呼ばれるシャープなハンドリングを実現。

### 2000年式(2代目)
| 2000年式 |  | 2001年式 |
| 2000年式 |  | 2001年式 |

外見こそ初代に似るが、ほぼフルモデルチェンジともいうべき250箇所に及ぶ多数のパーツ変更、改良が施される。フレームも一見同じに見えるが材質変更やスイングアームピボット部の肉厚アップなどが行われている。サーキットよりも公道に最適化するという思想は引き継がれるが、完成度は排気デバイス(EXUP)の特性も相まって非常に高いモデルといえる。

### 2002年式(3代目)

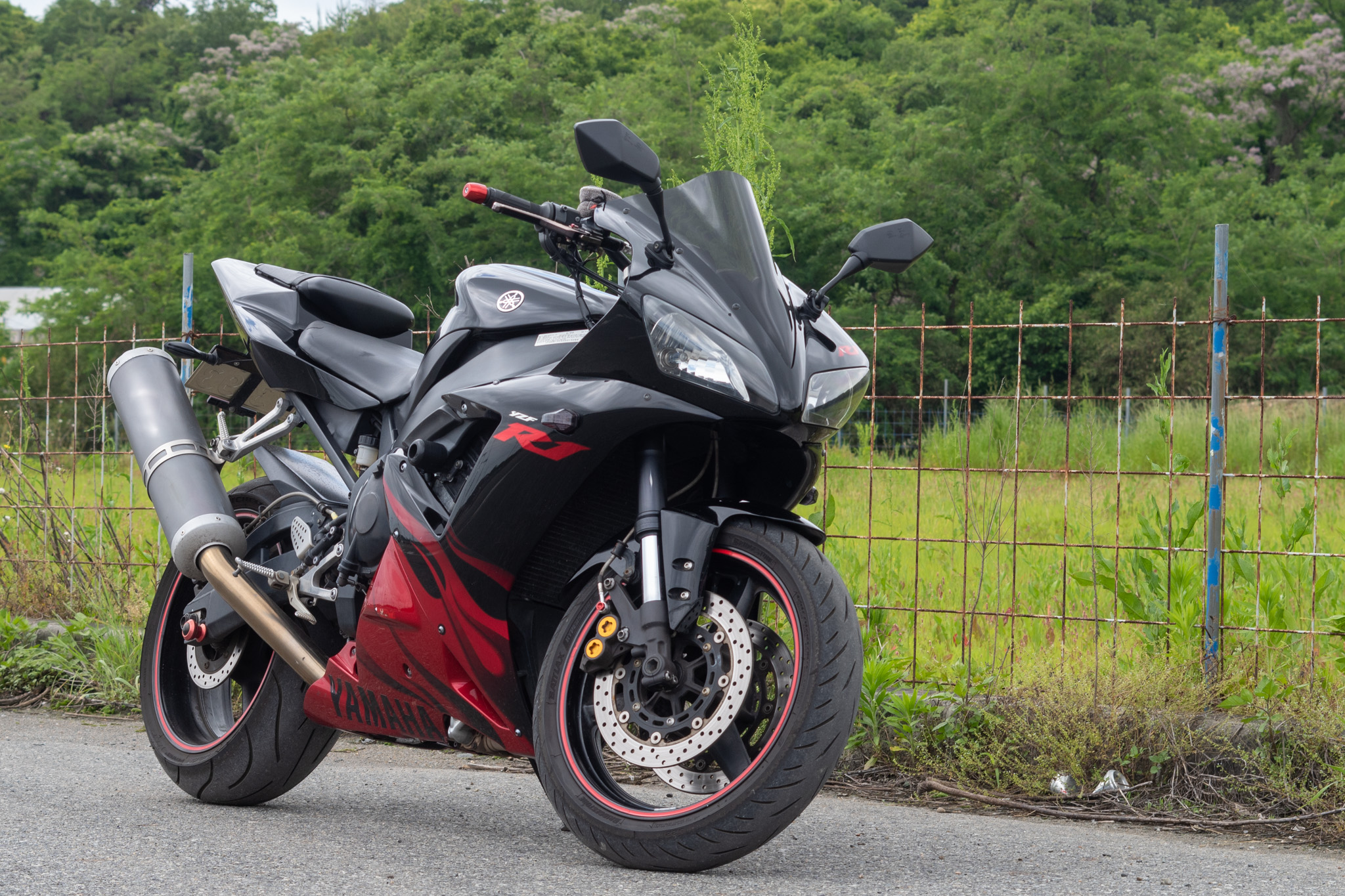
2002年式

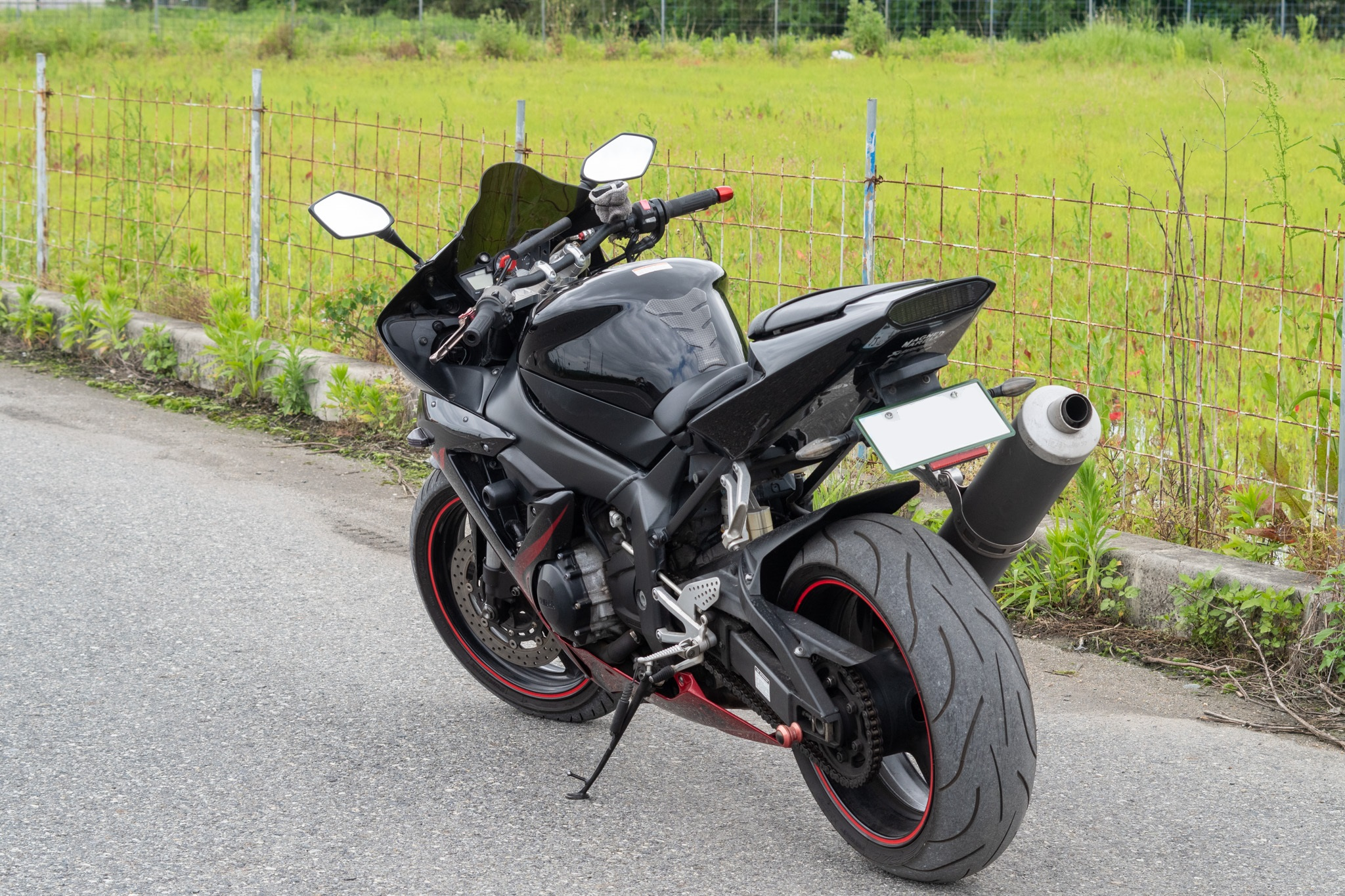
2002年式

燃料供給装置をキャブレターからサクションバルブ付きフューエルインジェクションに変更。2軸式EXUPの採用。フロントフォークは⌀43へ大径化。スイングアームの軽量化。それに伴うフレーム剛性の見直しとポジションの最適化が図られている。それまでの公道重視から、サーキットでの使用も考慮したものとなった。
ポジションランプ一体の軽量コンビネーションヘッドライト・超薄型LEDテールランプの採用。エッジの効いた斬新なフォルムとこだわり貫かれた細部デザインは秀逸であり、国内外SSデザインにセンセーションを巻き起こした。
2001年にMDA主催のThe Motorcycle Design Award Queen(フランス・パリ)、2002年に財団法人日本産業デザイン振興会主催のグッドデザイン賞(日本)を受賞している。

### 2004年式(4代目)

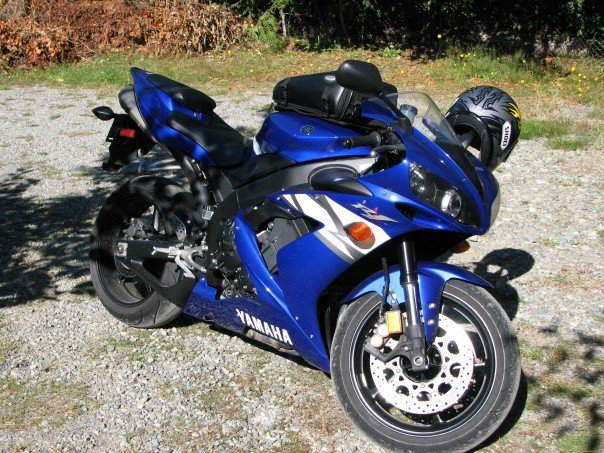
2004年式

スーパーバイク世界選手権のレギュレーション変更により、レースベース車へと大幅なモデルチェンジを行った。ヤマハ車としては初採用のラムエアシステムを装備(なお、FZR1000ではFAIと呼ばれる新鮮な空気を取り入れるシステムは搭載していた)、最高出力を172PS(ラムエア過圧時は180PS)と、大幅に向上させる。またセンターアップマフラーも採用。ブレーキにはラジアルマウント式ブレーキキャリパーと、ラジアルポンプ式ブレーキマスターシリンダーを採用している。
なお2005年モデルより、カナダ仕様にもイモビライザーを標準装備した。

### 2006年式(5代目)
| ブラックメタリックX |  | 50周年記念カラー |  | YZF-R1SP |
| ブラックメタリックX |  | 50周年記念カラー |  | YZF-R1SP |

エンジン内部のポート形状、フューエルインジェクションに変更を加え、2004年式と比較して3PSの出力向上。 
スイングアームを2004年モデルより16mm延長したことなどにより、車体重量は2004年式と比較して1kg増加の173kg(SPは2kg増加の174kg)となったが、先述のとおり出力も向上したため非過圧時でも(あくまでもカタログ上の出力かつ、乾燥重量状態においてであるが)パワーウェイトレシオが1を切った。
またオーリンズ製の前後サスペンションやマルケジーニ製アルミ鍛造ホイール、専用設計のスリッパークラッチなどを装備した、1,330台限定生産モデルの「YZF-R1SP」を追加した。

### 2007年式(6代目)
| ダークグレイッシュブルーメタリック（2007年式） |  | ブラックメタリックX（2008年式） |
| ダークグレイッシュブルーメタリック（2007年式） |  | ブラックメタリックX（2008年式） |

2006年にドイツ・ケルンで開催された｢インターモト｣で発表。YZF-R6同様のYCC-T(ヤマハ電子制御スロットル)と、量産市販車では初となるYCC-I(可変式エアファンネル)を装備する新設計エンジンは、ラムエアシステムによる過給なしで2005年モデルのGSX-R1000をも凌ぐ180PSを発生させる。なお、このエンジンはヤマハ伝統の5バルブエンジンを捨て、MotoGPマシンのYZR-M1同様の4バルブを採用している。また、外観は似ているもののフレームも新設計となっている。

### 2009年式(7代目)

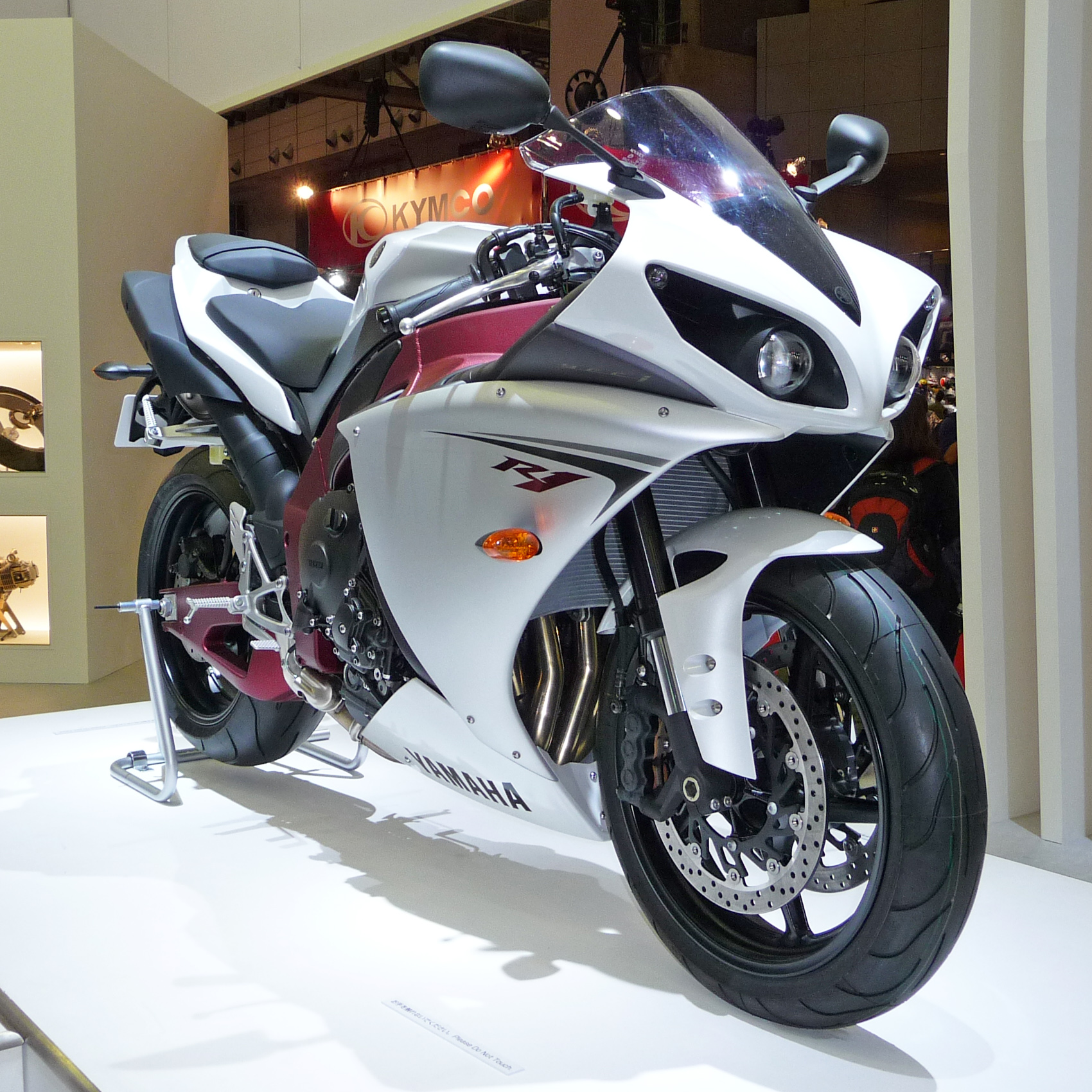
2009年式

2008年9月発表。車体デザインとフレーム構造を全面的に変更し、エンジンはクランクシャフトをクロスプレーン型に変更してトラクション特性を改善し、出力は182PSを発生。フロントフォークは左右別々の機能構造として性能を向上させている。
またYCC-Tを活用したモードマップ切り替え機能(YAMAHA D-MODE)を装備している。
このモデルは2009年6月15日より日本仕様も発売された。主な装備は日本国外仕様と同一となっており、ECUと排気系の変更によりエンジン出力を日本の平成13年騒音規制と排ガス規制に適合させながら145PSの数値を確保した。
2012年のモデルチェンジではエンジン制御にトラクションコントロールシステムを追加し、マフラーおよびフロントカウルの形状を変更している。

ヘッドライトの特徴的な外見からファンの間ではデメキンなどと言われ親しまれているモデルである。

### 2015年式(8代目)
| 2015年式 |  | YZF-R1M |
| 2015年式 |  | YZF-R1M |

2014年11月4日発表。レースでの使用を見据えてエンジン、フレーム共にフルモデルチェンジとなった。ホイールとエンジンカバーにはマグネシウム合金、マフラーにはチタン合金を採用した。エンジンはクロスプレーン型クランクシャフトエンジンで、EU仕様では前モデル比の約18PSアップとなる200PSとなっている。センターアップマフラーの廃止やMotoGPマシンのYZR-M1のデザインに似たラムエアダクトなど、デザイン面でも変更点が多い。
また前後オーリンズ社製の電子制御サスペンションやカーボン素材の軽量カウルなどを装備した YZF-R1Mと、ステンレス製マフラーやアルミ合金ホイール、鋼鉄製コンロッドなどの採用で価格を抑えた YZF-R1S(北米地区のみ)も併売されている。
なお2016年において、このモデルの日本仕様は発売されていない。
2018年にマイナーチェンジ　QSS＝クイックシフトシステムのアップデート。これまではシフトアップ時だけしかクラッチレスシフトができなかったものが、シフトダウン時にもスムーズにクラッチレスシフトすることが可能になり、さらにQSSには動作モードが2つ用意されていて、走行シーンや好みに合わせていずれかを選択できるようになった。また、リフトコントロールシステム(LIF)の制御マップも変更された。
YZF-R1Mにも、上記の改良に加えてさらなるアップデートが図られた。6軸センサーからの車体姿勢データに基いてリアルタイムに減衰力を調整可能な、オーリンズ製の電子制御サスペンションシステム・ERSの改良。

### 2019年式(9代目)
2020年5月28日には日本仕様が正規で販売開始された。
また前後オーリンズ社製の電子制御サスペンションやカーボン素材の軽量カウルなどを装備したYZF-R1Mも発売されている。
2020年型YZF-R1/Mの仕様変更として、スロットルバルブの開閉はワイヤを廃したAPSG(アクセラレーターポジションセンサーグリップ)に進化し、シリンダーヘッドはインジェクターとスロットルバルブの配置を入れ替え、フィンガーロッカーアームの形状を刷新。フェアリングやヘッドライト、前後ショック/タイヤなども変更している。
2024年6月3日、国土交通省は、YZF-R1の「型式指定」を巡り不正行為(騒音試験を不適正な条件下で実施)が見つかったとして、安全性が基準に適合しているか確認できるまで出荷停止を指示した。

2025年から欧州向けのR1は、排気ガス規制のEuro5+通過と言うホモロゲーション要件を満たすという課題を考慮し、欧州では、2020年以降のR6と同様に、2025年以降はレースベース車のみの販売となる。

## レースベース車
日本向けの公道仕様とは別に、毎年台数限定でレース向けに公道用部品を取り外した「レースベース車」が発売されており、公道での走行はできないが価格を若干抑えている。

## 諸元
| モデル         | 1998年 1999年                               | 2000年 2001年                               | 2002年 2003年                               | 2004年 2005年                               | 2006年                                      | 2007年                                      | 2009年 （日本向け）                         | 2012年                                      | 2015年                              |
| -------------- | ------------------------------------------- | ------------------------------------------- | ------------------------------------------- | ------------------------------------------- | ------------------------------------------- | ------------------------------------------- | ------------------------------------------- | ------------------------------------------- | ----------------------------------- |
| エンジン       | 水冷・4ストローク・DOHC・5バルブ            | 水冷・4ストローク・DOHC・5バルブ            | 水冷・4ストローク・DOHC・5バルブ            | 水冷・4ストローク・DOHC・5バルブ            | 水冷・4ストローク・DOHC・5バルブ            | 水冷・4ストローク・DOHC・4バルブ            | 水冷・4ストローク・DOHC・4バルブ            | 水冷・4ストローク・DOHC・4バルブ            | 水冷・4ストローク・DOHC・4バルブ    |
| 気筒配列数     | 並列4気筒                                   | 並列4気筒                                   | 並列4気筒                                   | 並列4気筒                                   | 並列4気筒                                   | 並列4気筒                                   | 並列4気筒                                   | 並列4気筒                                   | 並列4気筒                           |
| 総排気量       | 997.8 cm3                                   | 997.8 cm3                                   | 997.8 cm3                                   | 998 cm3                                     | 998.4 cm3                                   | 998.4 cm3                                   | 997.7 cm3                                   | 997.7 cm3                                   | 998 cm3                             |
| 内径×行程      | 74.0 mm × 58.0 mm                           | 74.0 mm × 58.0 mm                           | 74.0 mm × 58.0 mm                           | 77.0 mm × 53.6 mm                           | 77.0 mm × 53.6 mm                           | 77.0 mm × 53.6 mm                           | 78.0 mm × 52.2 mm                           | 78.0 mm × 52.2 mm                           | 79.0 mm × 50.9 mm                   |
| 圧縮比         | 11.8：1                                     | 11.8：1                                     | 11.8：1                                     | 12.4：1                                     | 12.4：1                                     | 12.7：1                                     | 12.7：1                                     | 12.7：1                                     | 13.0：1                             |
| 最高出力       | 110.3 kW (150 PS) / 10,000 rpm              | 110.3 kW (150 PS) / 10,000 rpm              | 111.8 kW (152 PS) / 10,500 rpm              | 126.4 kW (172 PS) / 12,500 rpm              | 128.7 kW (175 PS) / 12,500 rpm              | 132.4 kW (180 PS) / 12,500 rpm              | 107.0 kW (145 PS) / 11,000 rpm              | N.A.                                        | 147.1 kW (200 PS) / 13,500 rpm      |
| 最大トルク     | 108.3 N·m (11.0 kgf·m) / 8,500 rpm          | 108.3 N·m (11.0 kgf·m) / 8,500 rpm          | 107.0 N·m (10.9 kgf·m) / 8,500 rpm          | 107.0 N·m (10.9 kgf·m) / 10,500 rpm         | 107.1 N·m (10.9 kgf·m) / 10,500 rpm         | 112.7 N·m (11.5 kgf·m) / 10,000 rpm         | 99.0 N·m (10.0 kgf·m) / 10,000 rpm          | 114.5 N·m (11.7 kgf·m) / 10,000 rpm         | 112.4 N·m (11.5 kgf·m) / 11,500 rpm |
| 全長           | 2,035 mm                                    | 2,035 mm                                    | 2,040 mm                                    | 2,065 mm                                    | 2,085 mm                                    | 2,060 mm                                    | 2,070 mm                                    | 2,070 mm                                    | 2,055 mm                            |
| 全幅           | 695 mm                                      | 695 mm                                      | 705 mm                                      | 720 mm                                      | 720 mm                                      | 720 mm                                      | 715 mm                                      | 715 mm                                      | 690 mm                              |
| 全高           | 1,095 mm                                    | 1,105 mm                                    | 1,105 mm                                    | 1,105 mm                                    | 1,105 mm                                    | 1,110 mm                                    | 1,130 mm                                    | 1,130 mm                                    | 1150 mm                             |
| シート高       | 815 mm                                      | 815 mm                                      | 820 mm                                      | 835 mm                                      | 835 mm                                      | 835 mm                                      | 835 mm                                      | 835 mm                                      | 855 mm                              |
| 最低地上高     | 140 mm                                      | 140 mm                                      | 140 mm                                      | 140 mm                                      | 135 mm                                      | 135 mm                                      | 135 mm                                      | 135 mm                                      | 130 mm                              |
| 燃料供給装置   | キャブレター                                | キャブレター                                | 電子制御式燃料噴射装置                      | 電子制御式燃料噴射装置                      | 電子制御式燃料噴射装置                      | 電子制御式燃料噴射装置                      | 電子制御式燃料噴射装置                      | 電子制御式燃料噴射装置                      | 電子制御式燃料噴射装置              |
| 乾燥重量       | 177 kg                                      | 175 kg                                      | 174 kg                                      | 172 kg                                      | 173 kg                                      | 177 kg                                      | N.A.                                        | N.A.                                        | N.A.                                |
| 乗車定員       | 2人                                         | 2人                                         | 2人                                         | 2人                                         | 2人                                         | 2人                                         | 2人                                         | 2人                                         | 2人                                 |
| 燃料タンク容量 | 18.0 L                                      | 18.0 L                                      | 17.0 L                                      | 18.0 L                                      | 18.0 L                                      | 18.0 L                                      | 18.0 L                                      | 18.0 L                                      | 17.0 L                              |
| タイヤサイズ   | 前:120/70-ZR17 MC 58W 後:190/50-ZR17 MC 73W | 前:120/70-ZR17 MC 58W 後:190/50-ZR17 MC 73W | 前:120/70-ZR17 MC 58W 後:190/50-ZR17 MC 73W | 前:120/70-ZR17 MC 58W 後:190/50-ZR17 MC 73W | 前:120/70-ZR17 MC 58W 後:190/50-ZR17 MC 73W | 前:120/70-ZR17 MC 58W 後:190/50-ZR17 MC 73W | 前:120/70-ZR17 MC 58W 後:190/55-ZR17 MC 75W | 前:120/70-ZR17 MC 58W 後:190/55-ZR17 MC 75W | 前:120/70-ZR17 後:190/55-ZR17       |
| 始動方式       | セル式                                      | セル式                                      | セル式                                      | セル式                                      | セル式                                      | セル式                                      | セル式                                      | セル式                                      | セル式                              |
| 出典           | [ 4 ] [ 22 ] [ 23 ]                         | [ 6 ] [ 22 ]                                | [ 22 ] [ 9 ] [ 23 ]                         | [ 22 ] [ 11 ]                               | [ 13 ] [ 24 ]                               | [ 24 ]                                      | [ 2 ]                                       | [ 2 ]                                       | [ 25 ]                              |